# Jilenți, Kiustendil
Jilenți (în bulgară Жиленци) este un sat în comuna Kiustendil, regiunea Kiustendil,  Bulgaria. 

## Demografie
Componența etnică a satului Jilenți
     Bulgari (96,29%)
     Nicio identificare (3,35%)
     Altele (0,68%)
La recensământul din 2011, populația satului Jilenți era de 1.161 locuitori. Din punct de vedere etnic, majoritatea locuitorilor (96,29%) erau bulgari. Pentru 3,35% din locuitori nu este cunoscută apartenența etnică.